# Саїд Брахімі
Саїд Брахімі (фр. Saïd Brahimi, 14 березня 1931, Аннаба — 27 грудня 1997, Аннаба) — французький футболіст, що грав на позиції півзахисника за клуби «Сет» та «Тулуза», а також за національну збірну Франції.

## Клубна кар'єра
У дорослому футболі дебютував 1954 року виступами за команду «Сет», в якій провів два сезони, взявши участь у 46 матчах чемпіонату.  Більшість часу, проведеного у складі «Сета», був основним гравцем команди.
1955 року перейшов до «Тулузи», за яку відіграв наступні три сезони. Граючи у складі «Тулузи» також здебільшого виходив на поле в основному складі команди. 
1958 року перейшов до «Монако». Утім за нову команду провів лише одну гру. Із загостренням війни за незалежність Алжиру залишив метрополію, фактично завершивши професійну футбольну кар'єру, хоча до 1965 року продовжував грати в Алжирі.

## Виступи за збірну
Влітку 1957 року дебютував у складі національної збірної Франції грою відбору на чемпіонат світу 1958 року проти команди Ісландії, в якій став автором одного з голів французів.
Свою другу і останню за національну команду провів восени того ж року.
Помер 27 грудня 1997 року на 67-му році життя в рідній Аннабі.
| Дата       | Місто    | Господарі | Результат | Гості    | Турнір            | Голи | Примітки |
| ---------- | -------- | --------- | --------- | -------- | ----------------- | ---- | -------- |
| 2-6-1957   | Нант     | Франція   | 8 – 0     | Ісландія | Відбір до ЧС 1958 | 1    |          |
| 27-10-1957 | Брюссель | Бельгія   | 0 – 0     | Франція  | Відбір до ЧС 1958 | -    |          |
| Усього     |          | Матчів    | 2         |          | Голів             | 1    |          |